# Hope Bay, Jamaica
Hope Bay är en ort i Jamaica.   Den ligger i parishen Parish of Portland, i den östra delen av landet, 30 km nordost om huvudstaden Kingston. Hope Bay ligger 50 meter över havet och antalet invånare är 1 666. Den ligger på ön Jamaica.
Terrängen runt Hope Bay är huvudsakligen kuperad, men åt nordväst är den platt. Havet är nära Hope Bay norrut. Runt Hope Bay är det ganska tätbefolkat, med 96 invånare per kvadratkilometer. Närmaste större samhälle är Port Antonio, 12,3 km öster om Hope Bay. I omgivningarna runt Hope Bay växer i huvudsak städsegrön lövskog.